# Мойсеєнко Андрій Олександрович
Андрі́й Олекса́ндрович Мойсе́єнко — (нар.30 жовтня 1973, Київ) полковник вільного козацтва, засновник та командир добровольчої козацької роти спецпризначення ім. Т. Шевченка, молодший лейтенант запасу ЗСУ, Державна прикордонна служба України, український педагог.

## Короткий життєпис
Закінчив історичний факультет Київського університету та Національний університет фізичного виховання і спорту України, факультет реабілітації. Отаман Київського міського товариства «БУК». Майстер спорту України з легкої атлетики, директор київської багатопрофільної освітньо-просвітницької та спортивно-оздоровчої студії «Старт», лікар-реабілітолог. Автор комплексної методики лікування та реабілітації захворювань опорно-рухового аппарату і нервової системи, автор методу дитячої спортивно-оздоровчої гімнастики, викладач, педагог, автор праць з вікової педагогіки, педагогіки та філософії. Засновник та командир єдиного в Україні добровольчого козацького підрозділу, що з початку липня 2014 року бере участь у бойових діях на сході України. Ініціатор створення та почесний голова оперативного штабу військово-патріотичного об'єднання БУК (бойове українське козацтво БУК). Ідеолог та фундатор військової течі в історії сучасного українського козацтва. Критик «декоративного» козацтва.
Брав участь в протистоянні під час Революції Гідності протягом листопада 2013-лютого 2014-го, командував окремим підрозділом київських козаків у складі самооборони Майдану в Києві, отримав поранення.
Засновник та отаман Київський козацький полк ім. Т. Шевченка , засновник та командир добровольчої козацької роти спецпризначення ім. Т.Шевченка. Підрозділ виконує завдання з охорони державного кордону на ділянці відповідальності донецького прикордонного загону.
23 серпня 2014 року вчотирьох — з Орестом Дирівим, Станіславом Кохановським, Юрієм Осипенком більше 10 годин протистояли російському наступу на Новоазовськ (пункт пропуску «Новоазовськ» українсько-російського кордону). Здійснюючи прикриття основних сил і не зважаючи на те, що противник кількісно переважав та мав краще озброєння, група у складі чотирьох козаків вступила в бій і знищила ворожий мінометний розрахунок та змусила ворога відступити за лінію українсько-російського кордону. Усі четверо поранені, контужені.
Після лікування в центральному клінічному госпіталі ДПСУ в м. Києві, повернувся на фронт, де на чолі козацької роти ім. Т.Шевченка виконував бойові завдання в оперативній взаємодії ДПСУ в населених пунктах Маріуполь, Талаківка, Гнутове, Комінтернове, Широкіне, Водяне та інші. Залишаючись командиром діючої добровольчої козацької роти ім. Т.Шевченка, ініціював на початку 2016 року створення козацького підрозділу в складі ДПСУ з резерву козацької роти ім. Т.Шевченка.
Протягом 2016—2020 років продовжує командувати добровольчою козацькою ротою ім. Т.Шевченка в зоні АТО-ООС.
Член громадської ради при Адміністрації Державної прикордонної служби України.
З дружиною виховують сина Олексія.

## Нагороди
За особисту мужність і героїзм, виявлені у захисті державного суверенітету та територіальної цілісності України, вірність військовій присязі під час російсько-української війни
- нагороджений орденом «За мужність» III ступеня (26.2.2015).
- нагорода бійцям АТО «Захисник кордонів батьківської землі» (№ 114)
- нагороджений почесною відзнакою «Учасник бойових дій»
- нагороджений медаллю «За мужність в охороні кордону» (20.09.2015)
- нагороджений медаллю «За оборону Маріуполя» (28.05.2016)
- нагороджений медаллю «За жертовність і любов до України» (указ Патріарха № 12506 від 25.05.2016 р.)
- відзнакою Голови Державної прикордонної служби України (28.04.2017)
- найвищою нагородою Верховної Ради України — Почесною грамотою Верховної Ради України (13.03.2018 № 155-к)
- нагороджений орденом Архистратига Михаїла (04.01.2021)